# ستيزولوفس بلسمي كاذب
الستيزولوفس البلسمي الكاذب أو الستيزولوفس المتبلسم[بحاجة لمصدر] (باللاتينية: Stizolophus balsamitoides) نوع نباتي يتبع جنس الستيزولوفس من الفصيلة النجمية.

## البيئة والانتشار
موطنه بلاد الشام.

## مرادفات للاسم العلمي
- (باللاتينية: Centaurea balsamitoides Post)